# 前1世纪
| 千纪： | 前2千纪 \| 前1千纪 \| 1千纪                                                                                         |
| 世纪： | 前4世纪 \| 前3世纪 \| 前2世纪 \| 前1世纪 \| 1世纪 \| 2世纪 \| 3世纪                                                 |
| 年代： | 前90年代 \| 前80年代 \| 前70年代 \| 前60年代 \| 前50年代 \| 前40年代 \| 前30年代 \| 前20年代 \| 前10年代 \| 前0年代 |

公元前100年1月1日至前1年12月31日的这一段期间被称为前1世纪。

## 重要事件、发展与成就

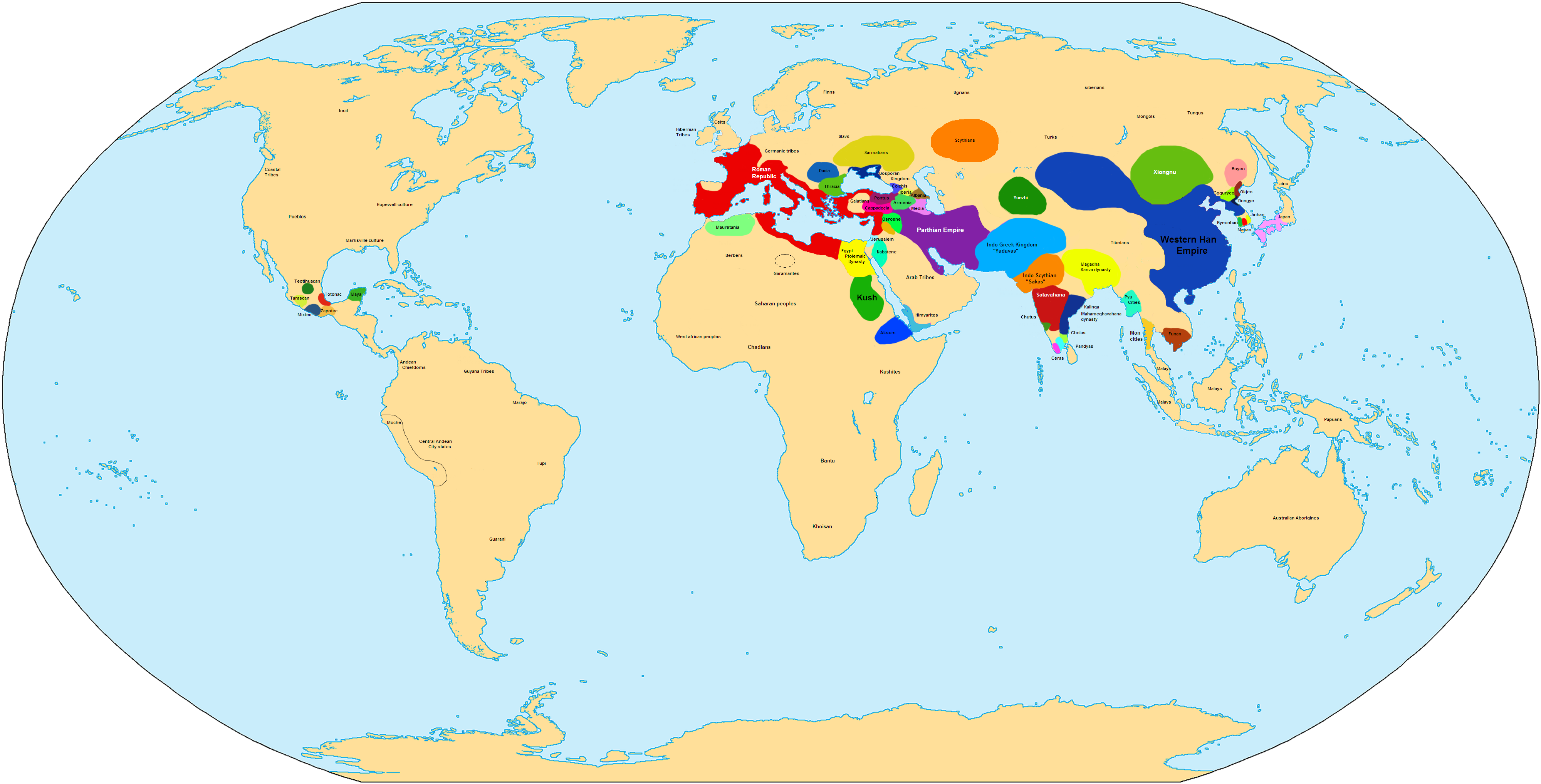
前50年的世界

### 科学技术
- 前45年，羅馬共和國開始使用儒略曆。

### 战争与政治
- 前95年，索菲尼王國被亞美尼亞王國兼併。
- 前91年，漢朝「巫蠱之禍」。
- 前87年，漢武帝逝世，在位達53年345天，是中国历史上在位第四长的皇帝。
- 前80年，亞歷山卓開始受羅馬人管轄。
- 前79年，卢基乌斯·科尔内利乌斯·苏拉宣佈辭職並隱退。
- 前79年，昔蘭尼成為羅馬利省。
- 前72年，斯巴達克斯起義。
- 前70年，漢朝發兵十五萬往救烏孫，烏孫亦以五萬人攻匈奴，攻入匈奴右谷蠡王王庭。
- 前70年，格奈烏斯·龐培和克拉蘇共任羅馬執政官。
- 前68年，霍光病逝，漢宣帝開始親政。
- 前63年，羅馬共和國佔領巴勒斯坦。
- 前62年，漢朝軍隊放棄車師。
- 前60年，匈奴因握衍胊鞮謀亂，造成五單于爭位的內亂。
- 前60年，羅馬共和國前三頭同盟成立。
- 前57年，匈奴分裂，郅支單于獲勝據漠北。
- 前53年，漢朝決定分別冊立烏孫元貴靡和烏就屠為大小昆彌，並且把烏孫一分為二。
- 前53年，克拉蘇在敘利亞卡莱戰役中大敗於帕提亞軍隊，身亡，6個羅馬軍團全軍覆沒。
- 前51年，呼韓邪單于南下投靠漢朝，是為南匈奴。
- 前49年，恺撒拒絕交出軍權，羅馬共和國內戰開始。
- 前48年8月9日，格奈烏斯·龐培和恺撒之間著名的法薩盧斯戰役開始，恺撒勝。
- 前43年，羅馬共和國後三頭同盟。
- 前37年，羅馬帝國佔領耶路撒冷。
- 前37年，扶餘人朱蒙（又作鄒牟王）建立高句麗。
- 前36年，漢甘延壽、陳湯遠征康居的匈奴，擊殺郅支單于。
- 前33年，匈奴呼韓邪單于入朝求親。漢元帝以宮女王嬙（王昭君）嫁之為妻。
- 前31年9月2日，屋大維在亞克興海戰大敗馬克·安東尼與克利奧帕特拉七世的聯軍。
- 前30年8月1日：羅馬佔領亞歷山大，埃及托勒密王朝滅亡。
- 前27年，羅馬元老院授予屋大維「奧古斯都」的稱號，罗马共和国成为罗马帝国。
- 前26年，屋大維開始在西班牙北部山區的戰爭。
- 前20年，羅馬和安息簽訂和平條約。
- 前18年，廣漢郡鄭躬等起事。
- 前16年，王莽被封為新都侯。漢成帝立趙飛燕為皇后，封趙合德為昭儀。
- 前8年，王莽獲升為大司馬。
- 前1年，匈奴單于及烏孫大昆彌伊秩靡皆來朝。是時西域凡五十國，自譯長至將、相、侯、王皆佩漢印綬，凡三百七十六人；而康居、大月氏、安息、罽賓、烏弋之屬，皆以絕遠，不在數中，其來貢獻，則相與報，不督錄總領也。

### 天灾人祸
- 漢初元二年（前47年），二月，戊午，隴西地震。三月，關東饑，齊地人相食。秋，七月，己酉，地復震。[1]
- 前39年秋，潁川水流殺人民。[1]
- 前35年，藍田地震，山崩，壅霸水；安陵岸崩，壅涇水，涇水逆流。[1]
- 河平三年（前26年）二月，丙戌，犍為地震，山崩，壅江水，水逆流。[1]
- 永始四年（前13年）夏，大旱。[1]
- 綏和二年（前7年）九月，庚申，地震，自京師到北邊郡國三十餘處，壞城郭，壓殺四百餘人。[1]

### 文化娱乐
- 司馬遷撰寫《史記》。
- 開始了古羅馬文學的黃金時代。
- 前72年，羅馬競技場和萬神殿建成。
- 前51年，漢宣帝召集諸儒講五經同異，皇帝親自裁決。立梁丘賀易、大小夏侯尚書和穀梁春秋博士，即為國家正統。
- 前16年，劉向編《列女傳》，著《新序》、《說苑》，凡五十篇。

### 社會與經濟
- 前44年，凱撒重建希臘城市科林斯。

### 环境与自然资源
- 前95年，漢朝開鑿白渠，與鄭國渠合稱鄭白渠。

### 天文
- 前84年春，二月，有星孛於西北。冬，十一月，壬辰朔，日有食之。[1]
- 前50年，有星孛於王良、閣道，入紫微宮。[1]
- 漢初元五年（前44年）夏，四月，有星孛於參。[1]
- 永光二年（前42年）三月，壬戌朔，日有食之。[1]
- 建昭元年（前38年）春，正月，戊辰，隕石於梁。[1]
- 建始元年（前32年），八月，有兩月相承，晨見東方。[1]
- 河平三年（前26年）秋，八月，乙卯晦，日有食之。[1]
- 河平四年（前25年）三月，癸丑朔，日有食之。[1]
- 陽朔元年（前24年）春，二月，丁未晦，日有食之。[1]
- 陽朔三年（前22年）春，三月，壬戌，隕石東郡八。[1]
- 永始元年（前16年）九月，丁巳晦，日有食之。[1]
- 永始二年（前15年）二月，癸未夜，星隕如雨，繹繹，未至地滅。乙酉晦，日有食之。[1]
- 永始三年（前14年）春，正月，己卯晦，日有食之。[1]
- 永始四年（前13年）秋，七月，辛未晦，日有食之。[1]
- 元延元年（前12年）春，正月，己亥朔，日有食之。夏，四月，丁酉，無雲而雷，有流星從日下東南行，四面燿燿如雨，自晡及昏而止。秋，七月，有星孛於東井。[1]
- 元壽元年（前2年）春，正月，辛丑朔，日有食之。[1]
- 元壽二年（前1年）夏，四月，壬辰晦，日有食之。[1]

### 宗教與哲學
- 觀世音菩薩信仰傳入中國。
- 前63年，凱撒成為羅馬共和國宗教領袖。